# 클로버하트
「Clover Heart's」(클로버 하트)는 ALcot이 제작한 2003년 11월 28일에 발매된 성인 게임이다. 복수의 주인공에 의한 대시점형의 작품이며, 하나의 이벤트를 다른 시점에서 볼 수 있는 것을 매도로 하고 있다.
2004년 8월 26일에, 인터 채널로부터 플레이스테이션 2판 「Clover Heart's looking for happiness」, 2004년 12월 29일·30일(코믹 마켓 67)에는 팬디스크 「Clover Heart's append disc TOY 채워 버렸습니다」가 발매되었다. 2005년 12월 28일에는 미소녀 휴대 게임사이트에서, FOMA용 i어플리 「Clover Heart's for MOBILE」가 판매되고 있기도 하였다 2006년 1월 26일에는 컴퓨터 CLUB로부터 DVDPG판이 발매되고 있다.
휴대 미소녀 게임 사이트 「미소녀☆퀄리티」에서, 2008년 3월 3일부터 SoftBank 3 G용 S!어플리판, 2008년 5월 12일부터 FOMA용 i어플리판 「Clover Heart's」가 판매되고 있다.

## 개요
상술한 대로 2개의 시점으로부터 플레이 할 수 있지만, 반대로 2명의 주인공이 등장하고 있는 것에도 불구하고 다른 한쪽의 시점으로부터 밖에 볼 수 없는 이벤트도 있다.게임 본편에서는, 주로 최종 학년의 겨울부터 본교 진학 뒤에까지의 약반년간의 스토리가 그려져 있다.또, CD나 서적으로의 미디어 믹스 전개가 되고 있어 그 중에 속편이 되는 드라마 CD가 출시되고 있다.

## PC판과 PS2판의 차이점
- 19금부분에 해당하는 H씬 삭제, 표현 변경
- 3장의 분기가 애리루트로 변경
- 시나리오의 변경, 추가

## 스토리

### 등장 캐릭터
- 나구모 하쿠토
- 성우：타나카 료코
- 하쿠토 편 주인공. 이츠키와는 쌍둥이다.

이츠키와 쌍둥이의 형(오빠)이지만 이츠키는 과거의 기억이 계기로 절연 상태.
소꿉친구 봐로 현재도 친구로 알고있다 성적은 뛰어나고 취미는 게임.
자신 일에 컴플렉스를 안고 있다.
자신의 집이 싫고, 학교에 있을 곳을 요구하고 있었지만, 령아와의 만남으로 점차 바뀌어 간다.
- 나구모 이츠키
- 성우：키사라기 아오이
- 이츠키편 주인공.나구모 하쿠토와는 쌍둥이(남동생).

나구모 하쿠토의 남동생에 해당되지만 과거의 사건으로부터 하쿠토를 덮어 놓고 싫어하고 있다.집에는 다가가지 않고 번화가나 게이센을 배회한다,
하쿠토와 같이 얼굴에 컴플렉스를 안고 있어 바보 취급 당하면 이성을 잃는다.
싸움에 매우 강하고, 스타일은 소림사 권법을 어레인지한 것.
원화와는 연인이라는 계약을 맺고 있다.
입학 당초부터 성적은 학년 1위를 유지하고 있는 수재이기도 하다.

## 주제가
- 오프닝곡 「Clover Heart's」
- 작사：宮蔵
- 작곡：Manack
- 보컬：마리에